# Consoli del Mare

Consoli del mare, 1781
(Fondazione Mansutti, Milano).

Il Consolato del Mare fu una magistratura fiorentina formatasi nel XV secolo con lo scopo di amministrare le cause della campagna e del porto pisani.

## Origine
I Consoli del Mare derivavano da una più antica magistratura, l'Ordine del Mare, risalente ai primi tempi dell'espansione marinara della Repubblica pisana fondata nel 1160. Fecero parte dell'Ordine del Mare, il più importante rappresentante delle Arti mercantili pisane. La gerarchia dell'Ordine vedeva ai vertici i consoli e i consiglieri, che formavano il consiglio maggiore e minore. I consoli, oltre a eleggere i capi delle comunità pisane d'oltremare, controllavano anche i custodi delle torri del Porto e i funzionari delle varie infrastrutture portuali. Se in un primo momento (1184) i consoli erano due, nei primi anni del Duecento vennero aumentati a cinque, per poi ridursi a tre dal 1286. Queste figure istituzionali coprivano la loro carica inizialmente per un anno, mentre alla fine del secolo solo sei mesi. 
Col passare del tempo, il governo di Pisa affidò poteri sempre maggiori all'Ordine, ad esempio, nel 1212 i rappresentanti della magistratura sono a Genova per firmare un importante trattato di pace facendo le veci di consoli o podestà. Sin dalla sua fondazione, l'Ordine del Mare, fu un'istituzione politica, giudiziaria e amministrativa, un potere dello Stato cui vengono affidate una grande quantità di funzioni pubbliche. Ne deriva un forte interesse da parte dell'antica aristocrazia pisana ad entrare a farvi parte in un momento in cui l'istituzione del Podestà toglieva loro, ogni giorno di più, autorità e potere politico. In seguito l'Ordine divenne luogo di affermazione politico-istituzionale di molte famiglie di media grandezza e homines novi, danarosi e intraprendenti. Questi, in seguito a prestiti fatti alla città, ne diventarono importanti creditori con l'incarico di dirigere la politica pisana: l'Ordine del Mare diventò così il secondo potere della città, dopo quello del Podestà. L'Ufficio si occupava anche del contado, la popolosa zona del porto pisano.
Con la fine della Repubblica pisana e con il passaggio della città toscana sotto i Medici, le competenze dell'Ordine cominciarono a mutare estendendosi all'urbanistica commerciale.

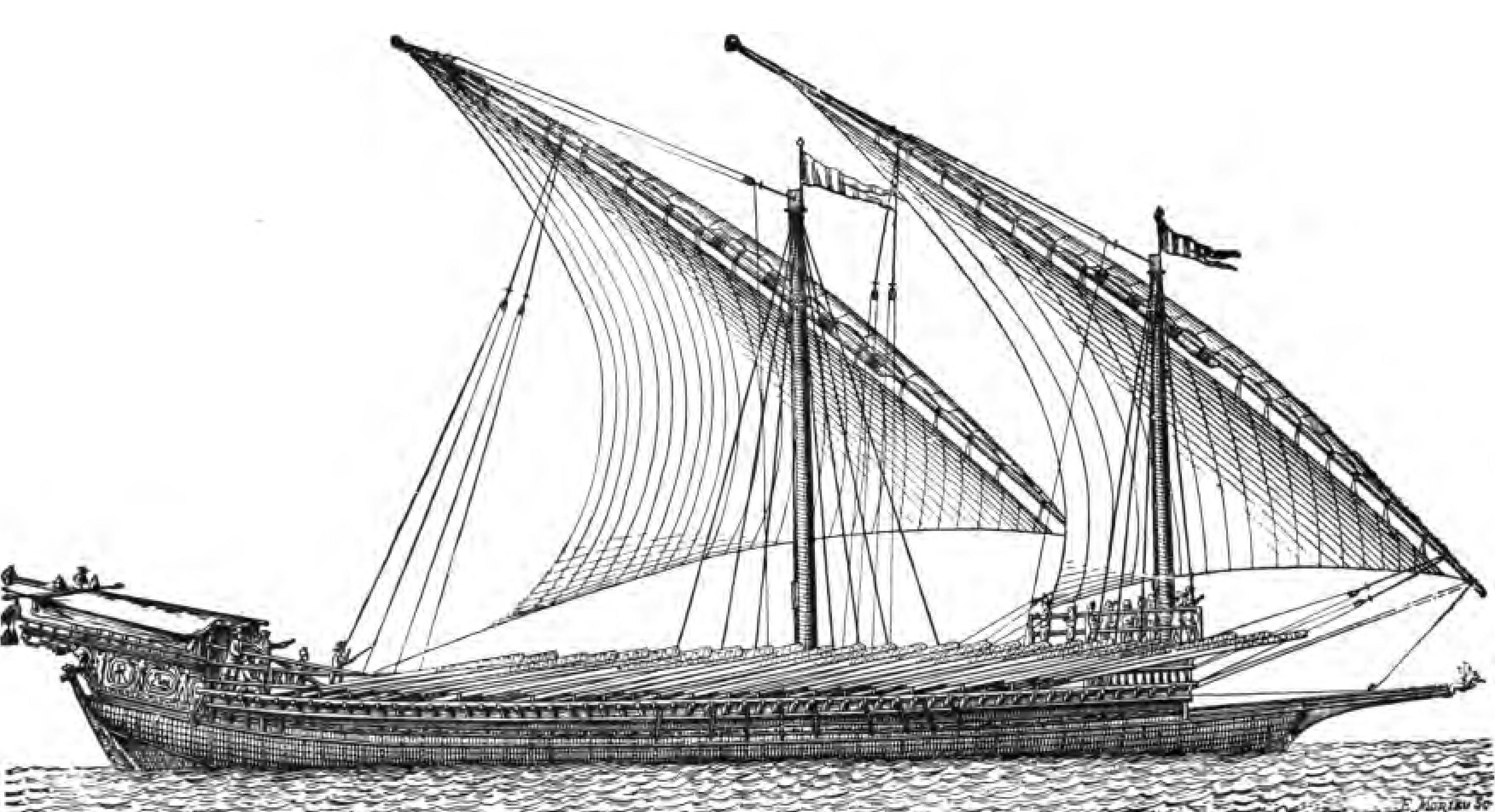
Galea Sottile

Il decreto che istituisce la Magistratura dei Consoli del Mare risale al 28 novembre 1421, dopo l'acquisto da parte fiorentina di Pisa e Livorno. Tale decreto stabiliva che i Consoli del Mare dovevano far costruire due galee grosse da mercato e sei sottili da guardia, e successivamente, ogni sei mesi, una galea sottile. Per il pagamento di queste imbarcazioni furono stanziati ogni semestre seicento fiorini. I Magistrati si dovevano interessare anche del numero dei membri dell'equipaggio, delle forze degli armamenti, dell'elezione del capitano e degli altri ufficiali delle varie galee; nessuno dei selezionati per tali mansioni poteva essere parente dei Consoli in carica al momento dell'elezione. L'Ufficio doveva esser composto da sei cittadini fiorentini, quattro dei quali si estraevano dalle cinque Arti Maggiori e due dalle quindici Minori, di età di almeno trentacinque anni, che rimanevano in carica dodici mesi.

## Evoluzioni
Nel 1426 tre dei Consoli furono destinati a risiedere a Pisa; perciò l'originario consolato unitario si divise in circoscrizioni territoriali separate e con giurisdizioni diverse. Le competenze dei due settori avrebbero subito un'evoluzione differente: mentre quelle fiorentine si ridimensionarono fino alla soppressione della carica nel 1481, quelle di Pisa venivano accresciute in numero e importanza, consolidandosi in un magistrato che divenne col tempo il più importante di quelli con sede nella città. Infatti ai Consoli dell’ex Repubblica Marinara fu affidata la facoltà di nominare Consoli ad Alessandria, Maiorca, Minorca, e “di tutte le parti del mondo fedele e infedele”. Compito importantissimo questo perché l’invio di Consoli in veste di agenti diplomatici nei paesi esteri con i quali si commerciava, era essenziale per ottenere protezioni e privilegi che facilitassero il traffico marittimo fiorentino. Erano inoltre autorizzati a firmare contratti con gli Stati esteri per una vendita più vantaggiosa delle merci e per un più sicuro transito. I Consoli determinavano la quantità e la qualità delle merci che si dovevano trasportare sulle galee verso Levante, il loro prezzo e gli utili che si dovevano ricavarne.
Spettò inoltre a questa Magistratura la giurisdizione su tutte le cause marittime e su quelle che riguardavano mercanti e forestieri residenti a Pisa e il controllo sulla dogana, sulle tasse e sulle gabelle.
Nel 1475 la Repubblica fiorentina deliberò l’autorità dei Consoli sopra i fiumi, i fossi, le vie, i ponti e le fogne del contado e della città di Pisa. Ai Consoli fu affidata la preparazione degli estimi della campagna pisana, il controllo sul commercio nella stessa area e l’applicazione delle prime misure a favore del ripopolamento. Difatti la popolazione, dal momento della conquista fiorentina di Pisa, era andata notevolmente diminuendo. Venne perciò data ai Consoli del Mare facoltà di assegnare gratuitamente, per dieci anni, una casa a coloro che, venendo da fuori città, contado o distretto di Firenze, decidessero di stabilirsi in questi luoghi. Veniva inoltre concessa a questi forestieri l’esenzione dalle tasse e la facoltà di poter comprare beni immobili. 
Tra i provvedimenti per la gestione delle campagne i Consoli istituirono l’ “opera per il risanamento del chontado” che divenne competenza di due cittadini fiorentini il cui ufficio non aveva una durata prestabilita, ma sarebbe durata fino a revoca.
Un'ulteriore delibera del 1476 conferì ai Consoli del Mare il potere di compilare statuti ed eleggere Ministri ed Ufficiali anche pisani per il risanamento e la conversione agricola della campagna circostante la città.
Nel 1532 i Consoli del Mare furono aboliti, sostituiti da un “Provveditore delle Gabelle”. Tale provvedimento venne motivato con la volontà di sgravare gli abitanti di Pisa e del contado dall'elevata spesa costituita dagli stipendi dei Consoli.

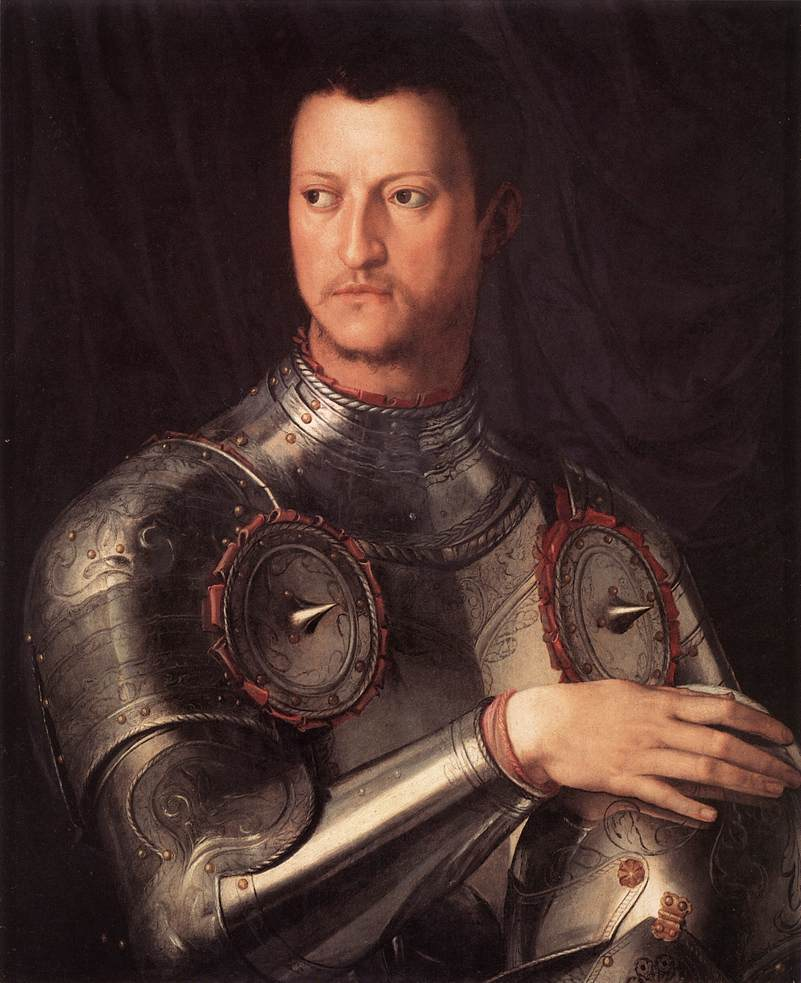
Ritratto di Cosimo I de' Medici

La Magistratura fu ripristinata nel 1551 grazie a Cosimo I, pur contando due soli membri. Con questo atto si restituiva l'amministrazione della Dogana di Pisa e la giurisdizione in materia marittima e mercantile ai Consoli del Mare. Le attribuzioni furono ampliate con la provvisione del 4 Giugno 1557. Per assicurare che la giustizia procedesse con la massima velocità, si prevedeva che ciascuno dei consoli potesse gestire autonomamente le cause meno importanti.
Lo spostamento del baricentro economico da Pisa a Livorno, determinava un allontanamento fra la magistratura e coloro che erano necessitati a ricorrervi. Per cui, per velocizzare i tempi giudiziari, nel 1553 le cause marittime fra mercanti e marinai, che in precedenza erano di esclusiva competenza dei Consoli del Mare, furono affidate al Capitano di Livorno, mentre venne stabilito che le cause tra mercanti e capitani fossero discusse a Pisa dalla Magistratura.
Il 24 Aprile 1583 fu istituito un Assessore legale all'interno del Magistrato. La nomina granducale dell'Assessore, scelto tra i professori dell'Università di Pisa, diminuiva l'importanza dei Consoli che, in tal modo, non erano più gli unici esperti di diritto.
Se la riforma del 1583 aveva tolto ai Consoli il loro ruolo preminente, nel 1587 Ferdinando I poneva definitivamente in secondo piano la presenza e l’attività dei Consoli in seno all’Ufficio di Dogana. Il nuovo provvedimento modificava parzialmente poteri e competenze dell’Ufficio, accentuandone i caratteri tecnici e l’autonomia da Firenze.

Una provvisione del 1595 emanata da Ferdinando I, istituiva una Zecca a Pisa. La Zecca di Firenze, infatti, si trovava in difficoltà nel coniare monete d'oro a causa della scarsità di metallo in Italia. D'altra parte, le monete d'argento usate per il commercio internazionale risultavano coniate con una lega troppo ricca, rimanendo così nelle tasche dei commercianti che ne ostacolavano la circolazione. Il granduca, istituendo una Zecca a Pisa, ordinava che si coniassero due serie speciali di monete, d'oro e d'argento, caratterizzate da una quantità di metallo prezioso inferiore alle corrispondenti monete fiorentine. 

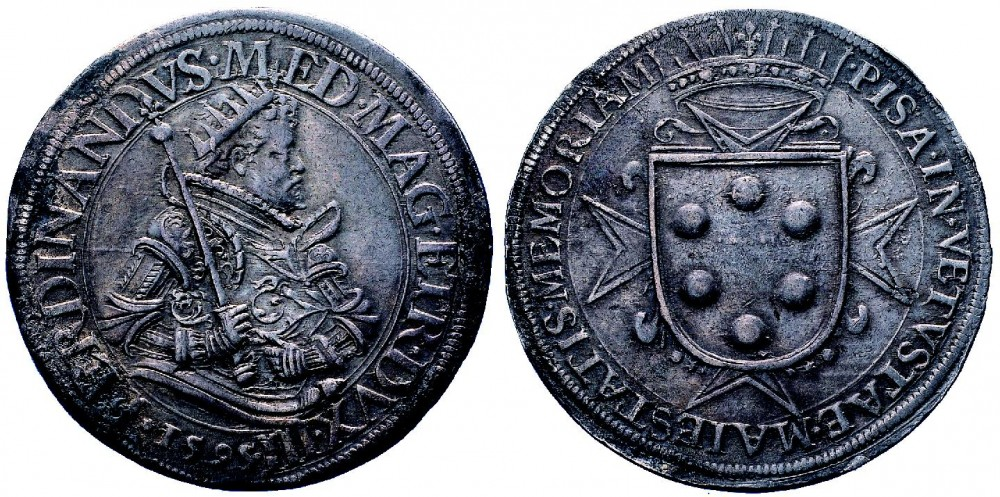
Tallero d'argento risalente al 1595

 Egli vietava la circolazione del Tallero d'argento all'interno dello Stato, destinandolo al solo commercio marittimo. Alla vigilanza sulle nuove disposizioni di legge venivano chiamati i Consoli del Mare. I Magistrati dovevano sovraintendere a tutta l'attività della Zecca e dovevano sorvegliare la circolazione delle nuove monete a Pisa e Livorno. In particolare controllavano la fabbricazione delle monete, controllando che vi fossero le rappresentazioni prestabilite: sulla serie fabbricata in oro vi doveva essere effigiata l'assunzione della Vergine con il motto “Aspice Pisas super omnes speciosa”, sul rovescio l'arma di Pisa con il motto “Ferdinandi Magni Haetrurie Duci Provvidentia”. Sul verso del tallero d'argento vi si trovava l'immagine di Ferdinando e, sul lato opposto, lo stemma coronato sovrapposto alla croce di Santo Stefano. 
I Consoli determinavano, sulla base del rapporto di cambio stabilito, il prezzo e il cambio della valuta forestiera, controllandone la circolazione e la bontà della lega. La provvisione attribuiva inoltre ai Consoli la giurisdizione criminale sui reati di falsificazione e spaccio di moneta falsa. I Magistrati controllavano le monete sospette, se le riscontravano “buone” le rimettevano in circolazione, mentre quelle “cattive” venivano ritirate registrandone il numero, il peso, il metallo e il conio.

## Rapporti con le altre Magistrature pisane
La Magistratura dei Consoli del Mare aveva rapporti stretti con altre Magistrature cittadine. 

### Ufficio dei Fiumi e dei Fossi
Gli scambi più consistenti si avevano con l'Ufficio dei fiumi e fossi di Pisa, non solo per il comune interesse per il contado, ma per l'inserimento dei Consoli all'interno di questa magistratura in seguito alla provvisione del novembre 1551.
I Consoli avevano il compito di dirigere l'attuazione della politica cosimiana in materia di sorveglianza delle acque e di agricoltura. Punto centrale di questo ingresso consolare fu il potere dato a tali Magistrati di proporre le delibere che sarebbero state discusse da tutto l'Ufficio. Affinché le deliberazioni fossero approvate vi doveva essere una maggioranza pari ai due terzi dei presenti, e cioè quattro ufficiali su sei. In pratica, quindi, la presenza dei consoli dal 1551 poneva la Magistratura dei Fossi sotto il loro controllo. 
L'aspetto prettamente tecnico, che la Magistratura aveva assunto dopo la riforma del 1551, lasciò quindi il passo a una caratterizzazione più amministrativa e giurisdizionale nel 1553.

### Magistratura della Grascia
La Magistratura della Grascia sorvegliava il commercio di qualsiasi tipo di genere alimentari, allo scopo di evitare penurie nella città e nel contado, ma senza procedere direttamente ad acquisti e “incette” che erano di competenza del magistrato dell'Abbondanza di Firenze. Gli ufficiali vigilavano sul prezzo, controllavano la quantità delle merci e fissavano il calmiere in relazione all'andamento del mercato all'ingrosso con la produzione.. Con la riforma del 1555 la Grascia pisana venne riformata ed entrarono a far parte di questo Ufficio, oltre a un Provveditore, a tre cittadini pisani e a un Cancelliere, anche i due Consoli del Mare. Da questa data in avanti tutta l'attività della Magistratura era soggetta al controllo dei Consoli che potevano decidere da soli le pene previste o aumentare le pene pecuniarie o corporali anche senza il consenso degli altri membri dell'Ufficio.

## Fine della Magistratura
I Consoli del Mare conservarono anche per i secoli XVII - XVIII la loro autorità sulle cause marittime tra padroni di navi e mercanti. 
La Magistratura continuò ad esistere fino al 1814, anno in cui fu creato il Magistrato civile e consolare, il quale prese sotto la propria giurisdizione i compiti che fino a quel momento erano stati di competenza dei Consoli del Mare.